# Yngve Fritjof Kristiansen
Yngve Fritjof Kristiansen, född 1970, är en trubadur från Svelvik i dåvarande Vestfold fylke (nuvarande Buskerud fylke) i sydöstra Norge.
2005 mötte han Sid Jansson, som var Cornelis Vreeswijks vän och manager under stora delar av 1960-talet. Det resulterade i att han fick tonsätta okände och opublicerade Vreeswijk-texter som Jansson hade i sin ägo. Som ett resultat av detta utgavs albumet Sånger från regnbågen (Musikens Makt YFK-001) i Sverige våren 2008. Det fick goda recensioner med femmor och sexor på tärningarna.
2009 turnerade Kristiansen med musikerna Ove Gustavsson (kontrabas) och Conny Söderlind (gitarr) i Norge, Sverige och Danmark. Gustavsson och Söderlind turnerade med Vreeswijk 1979–1987.